# Rob Brown (Eishockeyspieler, 1981)
Rob Brown (* 9. April 1981 in Brockville, Ontario) ist ein deutsch-kanadischer Eishockeyspieler, der seit 2021 bei den Blue Devils Weiden in der Eishockey-Oberliga unter Vertrag steht.

## Karriere
Rob Brown begann seine Karriere als Eishockeyspieler an der Colgate University, die er von 2000 bis 2004 besuchte und für deren Eishockeymannschaft er parallel in der ECAC Hockey spielte. Anschließend ging der Verteidiger nach Deutschland, wo er zunächst zwei Jahre lang für den EC Peiting aus der drittklassigen Eishockey-Oberliga auflief, ehe er in der Saison 2006/07 für den EV Landsberg aus der 2. Eishockey-Bundesliga sein Debüt im professionellen Eishockey gab. Von 2007 bis 2009 lief er für den Zweitligisten SC Riessersee auf sowie anschließend ein Jahr lang für dessen Ligarivalen Dresdner Eislöwen. Im Sommer 2010 wechselte er erneut innerhalb der 2. Bundesliga, diesmal zum ESV Kaufbeuren. Diesen verließ er im Laufe der Saison 2011/12, als er Ende Januar 2012 von den Augsburger Panthern aus der Deutschen Eishockey Liga verpflichtet wurde, für die er bis 2014 spielte.
Seit der Saison 2014/15 stand er bei den Schwenninger Wild Wings unter Vertrag und kam bis 2016 in 88 DEL-Spielen zum Einsatz. Im Mai 2016 kehrte er in die zweite Spielklasse zurück, als er von den Bietigheim Steelers aus der DEL2 verpflichtet wurde. Zur Saison 2018/19 kehrte „Brownie“ zum EC Peiting zurück und konnte sogleich die Hauptrundenmeisterschaft in der Oberliga Süd feiern. Zum Saisonende entschloss er sich seine Eishockey-Karriere zu unterbrechen, um eine Berufsausbildung zu absolvieren.
Im Juni 2021 gaben die Blue Devils Weiden aus der Oberliga Süd die Verpflichtung von Rob Brown bekannt.

## Karrierestatistik
(Legende zur Spielerstatistik: Sp oder GP = absolvierte Spiele; T oder G = erzielte Tore; V oder A = erzielte Assists; Pkt oder Pts = erzielte Scorerpunkte; SM oder PIM = erhaltene Strafminuten; +/− = Plus/Minus-Bilanz; PP = erzielte Überzahltore; SH = erzielte Unterzahltore; GW = erzielte Siegtore; 1 Play-downs/Relegation; Kursiv: Statistik nicht vollständig)